# Natação nos Jogos Olímpicos de Verão da Juventude de 2010 - 50 m peito feminino
As provas dos 50 metros bruços/peito feminino da natação nos Jogos Olímpicos de Verão da Juventude de 2010 foram realizadas nos dias 15 e 16 de agosto, na Escola dos Desportos, em Cingapura. 25 nadadoras estavam inscritas neste evento.

## Medalhistas
| Ouro   | CAN Rachel Nicol    |
| Prata  | ITA Martina Carraro |
| Bronze | POR Ana Rodrigues   |

## Eliminatórias

### Eliminatória 1
| Pos. | Raia | Nome                    | País               | Tempo | Notas           |
| ---- | ---- | ----------------------- | ------------------ | ----- | --------------- |
| 1    | 5    | Mariana Henriques       | ANG Angola         | 37.65 |                 |
| 2    | 3    | Angelika Ouedraogo      | BUR Burquina Fasso | 42.21 |                 |
|      | 4    | Maimouna Boubacar Badie | NIG Níger          |       | Desclassificada |

### Eliminatória 2
| Pos. | Raia | Nome                | País              | Tempo | Notas |
| ---- | ---- | ------------------- | ----------------- | ----- | ----- |
| 1    | 5    | Ana Rodrigues       | POR Portugal      | 32.75 | Q     |
| 2    | 3    | Tjaša Vozelj        | SLO Eslovênia     | 32.77 | Q     |
| 3    | 4    | Wang Chang          | CHN China         | 33.38 | Q     |
| 4    | 6    | Taryn Mackenzie     | RSA África do Sul | 33.51 | Q     |
| 5    | 2    | Noora Laukkanen     | FIN Finlândia     | 33.64 | Q     |
| 6    | 7    | Aurélia Trnovcová   | SVK Eslováquia    | 34.08 |       |
| 7    | 1    | Amanda Jia Xin Liew | BRU Brunei        | 36.51 |       |

### Eliminatória 3
| Pos. | Raia | Nome               | País                | Tempo | Notas |
| ---- | ---- | ------------------ | ------------------- | ----- | ----- |
| 1    | 2    | Rachel Nicol       | CAN Canadá          | 32.16 | Q     |
| 2    | 4    | Martina Carraro    | ITA Itália          | 32.69 | Q     |
| 3    | 3    | Lina Rathsack      | GER Alemanha        | 32.99 | Q     |
| 4    | 6    | Urtė Kazakevičiūtė | LTU Lituânia        | 33.12 | Q     |
| 5    | 5    | Yvette Man-Yi Kong | HKG Hong Kong       | 33.31 | Q     |
| 6    | 1    | Katarina Đurđević  | MNE Montenegro      | 35.21 |       |
| 7    | 7    | Ho Kum-Jong        | PRK Coreia do Norte | 37.10 |       |

### Eliminatória 4
| Pos. | Raia | Nome                    | País                         | Tempo | Notas      |
| ---- | ---- | ----------------------- | ---------------------------- | ----- | ---------- |
| 1    | 4    | Alessandra Marchioro    | BRA Brasil                   | 32.65 | Q          |
| 2    | 2    | Evghenia Tanasienco     | MDA Moldávia                 | 33.22 | Q          |
| 3    | 3    | Tina Meža               | SLO Eslovênia                | 33.37 | Q          |
| 4    | 6    | Maria Georgia Michalaka | GRE Grécia                   | 33.40 | Q          |
| 5    | 7    | Yuliya Litvina          | KAZ Cazaquistão              | 33.49 | Q          |
| 6    | 1    | Xin Jing Cheryl Lim     | SIN Singapura                | 33.82 | Q          |
| 7    | 8    | Brigitte Rasmussen      | ISV Ilhas Virgens Americanas | 35.77 |            |
|      | 5    | Kim Hye-Jin             | KOR Coreia do Sul            |       | Não largou |

## Semifinais

### Semifinal 1
| Pos. | Raia | Nome                    | País              | Tempo | Notas |
| ---- | ---- | ----------------------- | ----------------- | ----- | ----- |
| 1    | 5    | Ana Rodrigues           | POR Portugal      | 32.30 | Q     |
| 2    | 4    | Alessandra Marchioro    | BRA Brasil        | 32.70 | Q     |
| 3    | 3    | Lina Rathsack           | GER Alemanha      | 32.73 | Q     |
| 4    | 7    | Maria Georgia Michalaka | GRE Grécia        | 32.96 | Q     |
| 5    | 2    | Tina Meža               | SLO Eslovênia     | 33.31 |       |
| 6    | 1    | Taryn Mackenzie         | RSA África do Sul | 33.47 |       |
| 7    | 6    | Evghenia Tanasienco     | MDA Moldávia      | 33.63 |       |
| 8    | 8    | Xin Jing Cheryl Lim     | SIN Singapura     | 33.65 |       |

### Semifinal 2
| Pos. | Raia | Nome               | País            | Tempo | Notas |
| ---- | ---- | ------------------ | --------------- | ----- | ----- |
| 1    | 4    | Rachel Nicol       | CAN Canadá      | 32.13 | Q     |
| 2    | 5    | Martina Carraro    | ITA Itália      | 32.23 | Q     |
| 3    | 3    | Tjaša Vozelj       | SLO Eslovênia   | 32.87 | Q     |
| 4    | 6    | Urtė Kazakevičiūtė | LTU Lituânia    | 33.05 | Q     |
| 5    | 8    | Noora Laukkanen    | FIN Finlândia   | 33.22 |       |
| 6    | 7    | Wang Chang         | CHN China       | 33.29 |       |
| 7    | 1    | Yuliya Litvina     | KAZ Cazaquistão | 33.64 |       |
| 8    | 2    | Yvette Man-Yi Kong | HKG Hong Kong   | 33.69 |       |

## Final
| Pos.              | Raia | Nome                    | País          | Tempo | Notas |
| ----------------- | ---- | ----------------------- | ------------- | ----- | ----- |
| Medalha de ouro   | 4    | Rachel Nicol            | CAN Canadá    | 32.06 |       |
| Medalha de prata  | 5    | Martina Carraro         | ITA Itália    | 32.44 |       |
| Medalha de bronze | 3    | Ana Rodrigues           | POR Portugal  | 32.49 |       |
| 4                 | 6    | Alessandra Marchioro    | BRA Brasil    | 32.60 |       |
| 5                 | 2    | Lina Rathsack           | GER Alemanha  | 32.79 |       |
| 6                 | 1    | Maria Georgia Michalaka | GRE Grécia    | 32.90 |       |
| 7                 | 7    | Tjaša Vozelj            | SLO Eslovênia | 33.14 |       |
| 8                 | 8    | Urtė Kazakevičiūtė      | LTU Lituânia  | 33.22 |       |